# 1978-as labdarúgó-világbajnokság (döntő)
Az 1978-as labdarúgó-világbajnokság döntőjét 1978. június 25-én rendezték a Buenos Aires-i Estadio Monumentalban. A döntőben a házigazda Argentína és Hollandia találkozott.
A világbajnoki címet Argentína hódította el, miután 3–1-re megnyerte a mérkőzést Mario Kempes vezérletével, akit a döntő emberének választottak, ráadásul a torna gólkirályi címét is megszerezte.

## Történelmi érdekességek
Argentína a sportág történetének hatodik világbajnoka lett, és az ötödik olyan csapat, amely hazai pályán nyerte meg a világbajnokságot. Hollandia pedig 1974 után ismét elvesztette a döntőt, korábban nem volt példa arra, hogy egy csapat egymás után két döntőt veszítsen el.
1938 óta ez volt az első olyan döntő, amelyen sem Brazília, sem az NSZK nem vett részt, és 1954 óta az első olyan finálé, amelynek két résztvevője korábban még nem nyert vb-t.

## Út a döntőig

### Eredmények
| Csapat        | M | Gy | D | V | G+ | G– | Gk | P |
| ------------- | - | -- | - | - | -- | -- | -- | - |
| Olaszország   | 3 | 3  | 0 | 0 | 6  | 2  | +4 | 6 |
| Argentína     | 3 | 2  | 0 | 1 | 4  | 3  | +1 | 4 |
| Franciaország | 3 | 1  | 0 | 2 | 5  | 5  | 0  | 2 |
| Magyarország  | 3 | 0  | 0 | 3 | 3  | 8  | –5 | 0 |

| Csapat    | M | Gy | D | V | G+ | G– | Gk | P |
| --------- | - | -- | - | - | -- | -- | -- | - |
| Peru      | 3 | 2  | 1 | 0 | 7  | 2  | +5 | 5 |
| Hollandia | 3 | 1  | 1 | 1 | 5  | 3  | +2 | 3 |
| Skócia    | 3 | 1  | 1 | 1 | 5  | 6  | –1 | 3 |
| Irán      | 3 | 0  | 1 | 2 | 2  | 8  | –6 | 1 |

| Csapat        | M | Gy | D | V | G+ | G– | Gk  | P |
| ------------- | - | -- | - | - | -- | -- | --- | - |
| Argentína     | 3 | 2  | 1 | 0 | 8  | 0  | +8  | 5 |
| Brazília      | 3 | 2  | 1 | 0 | 6  | 1  | +5  | 5 |
| Lengyelország | 3 | 1  | 0 | 2 | 2  | 5  | –3  | 2 |
| Peru          | 3 | 0  | 0 | 3 | 0  | 10 | –10 | 0 |

| Csapat      | M | Gy | D | V | G+ | G– | Gk | P |
| ----------- | - | -- | - | - | -- | -- | -- | - |
| Hollandia   | 3 | 2  | 1 | 0 | 9  | 4  | +5 | 5 |
| Olaszország | 3 | 1  | 1 | 1 | 2  | 2  | 0  | 3 |
| NSZK        | 3 | 0  | 2 | 1 | 4  | 5  | –1 | 2 |
| Ausztria    | 3 | 1  | 0 | 2 | 4  | 8  | –4 | 2 |

## A döntő részletei
| 1978. június 25. 15:00 CLT UTC-4 |

| Argentína                    | 3–1 (h. u.)                 | Hollandia    |
| ---------------------------- | --------------------------- | ------------ |
| Kempes 38' 105' Bertoni 116' | (1–0, 1–1, 2–1) Jegyzőkönyv | Nanninga 82' |

| Estadio Monumental, Buenos Aires Nézőszám: 71 483 Játékvezető: Sergio Gonella (olasz) |

| Argentína | Hollandia |

| ARGENTÍNA:           |    |                     |  |     |     |
|                      |    |                     |  |     |     |
| GK                   | 5  | Ubaldo Fillol       |  |     |     |
| RB                   | 15 | Jorge Olguín        |  |     |     |
| CB                   | 7  | Luis Galván         |  |     |     |
| CB                   | 19 | Daniel Passarella   |  |     |     |
| LB                   | 20 | Alberto Tarantini   |  |     |     |
| DM                   | 6  | Américo Gallego     |  |     |     |
| RM                   | 2  | Osvaldo Ardiles     |  | 66' | 40' |
| LM                   | 10 | Mario Kempes        |  |     |     |
| RF                   | 4  | Daniel Bertoni      |  |     |     |
| CF                   | 14 | Leopoldo Luque      |  |     |     |
| LF                   | 16 | Oscar Alberto Ortiz |  | 75' |     |
| Cserék:              |    |                     |  |     |     |
| MF                   | 12 | Omar Larrosa        |  | 66' |     |
| MF                   | 9  | René Houseman       |  | 75' |     |
| Szövetségi kapitány: |    |                     |  |     |     |
| César Luis Menotti   |    |                     |  |     |     |

| HOLLANDIA:           |    |                      |     |     |     |
|                      |    |                      |     |     |     |
| GK                   | 8  | Jan Jongbloed        |     |     |     |
| SW                   | 5  | Ruud Krol            | 15' |     |     |
| RB                   | 6  | Wim Jansen           |     | 75' |     |
| CB                   | 22 | Ernie Brandts        |     |     |     |
| LB                   | 2  | Jan Poortvliet       | 96' |     |     |
| RM                   | 13 | Johan Neeskens       |     |     |     |
| CM                   | 9  | Arie Haan            |     |     |     |
| LM                   | 11 | Willy van de Kerkhof |     |     |     |
| RF                   | 10 | René van de Kerkhof  |     |     |     |
| CF                   | 16 | Johnny Rep           |     | 58' |     |
| LF                   | 12 | Rob Rensenbrink      |     |     |     |
| Cserék:              |    |                      |     |     |     |
| FW                   | 18 | Dick Nanninga        |     | 58' |     |
| DF                   | 20 | Wim Suurbier         |     | 75' | 96' |
| Szövetségi kapitány: |    |                      |     |     |     |
| Ernst Happel         |    |                      |     |     |     |

| A mérkőzés játékosa: Mario Kempes Partjelzők: Ramón Barreto Erich Linemayr |

| Az 1978-as labdarúgó-világbajnokság győztese |
| -------------------------------------------- |
| ARGENTÍNA 1. cím                             |

## Külső hivatkozások
- FIFA.com, World Cup 1978 Archiválva 2013. december 10-i dátummal a Wayback Machine-ben